# 刘芳 (南北朝)
刘芳（453年—513年），字伯文，一作伯支，彭城郡彭城县丛亭里（今江苏省徐州市）人，魏宣武帝时中书令。

## 生平
父亲刘邕为刘宋兖州长史。刘芳屡遭家难，刘邕因罪被诛，刘芳母子逃往青州梁邹城（今山东省邹平市东北）。魏献文帝皇兴二年（468年）慕容白曜伐青州、齐州，梁邹城降，十六岁的刘芳被俘往平城（今山西省大同市），成为平齐民，地位低下。然而，他洁身自好，发奋读书，虽生活贫困，白天只能为人抄书以自给，但夜晚仍笃志读书，穷经不寝，并著有《穷通论》。
刘芳被宦官李丰推荐给冯太后，担任主客郎接待齐武帝使者刘缵（刘芳族兄）。后为中书博士，与邢产教授皇太子经书，转任太子庶子，兼员外散骑常侍。刘芳才思敏捷，博闻强记，擅长礼仪制度、音韵训诂、辨析理义。被魏孝文帝所赏识。跟从魏孝文帝迁都洛阳，转任国子祭酒。齐明帝大将裴叔业攻打徐州，他为徐州大中正，代理徐州事。刘芳学问博雅，学者有疑都找刘芳质询，故时人号为“刘石经”。孝文帝驾崩，丧制都是刘芳撰定。魏宣武帝時，拜中書令，转任青州刺史、太常卿，定律令及朝仪。刘芳无吏治才，以奉公守法，博通经学为当时名臣。延昌二年（513年）卒，年六十一，追赠镇东将军、徐州刺史，諡文貞侯。
刘芳撰郑玄所注《周官仪礼音》、干宝所注《周官音》、王肃所注《尚书音》、何休所注《公羊音》、范甯所注《谷梁音》、韦昭所注《国语音》、范晔《后汉书音》各一卷，《辨类》三卷，《徐州人地录》二十卷，《急就篇续注音义证》三卷，《毛诗笺音义证》十卷，《礼记义证》十卷，《周官》、《仪礼义证》各五卷。

## 家庭

### 六世祖
- 刘讷，西晋司隶校尉

### 祖父母
- 刘该，东晋征虏将军、青徐二州刺史
- 清河崔氏，前燕黄门侍郎崔潜之女

### 生父
- 刘邕，刘宋兖州长史

### 嗣父母
- 刘逊之，刘宋东平郡太守
- 清河房氏，刘宋青州建威府司马房元庆的姐妹

### 子女
- 刘怿，字祖欣，安南将军、大司农卿。卒，赠徐州刺史，谥简。
- 刘廞，字景兴，好学强立。魏孝武帝初，除散骑常侍，迁骠骑大将军、国子祭酒。兼都官尚书，又兼殿中尚书。
- 刘悦，永安中，开府记室。
- 刘戫，镇南将军、金紫光禄大夫。
- 刘粹，徐州别驾、朱衣直阁。
- 刘幼妃，第二女，订婚李神俊，未及成婚就去世。

## 延伸阅读
[在维基数据编辑]
 《魏書/卷55》，出自魏收《魏书》